# Loure (strumento musicale)

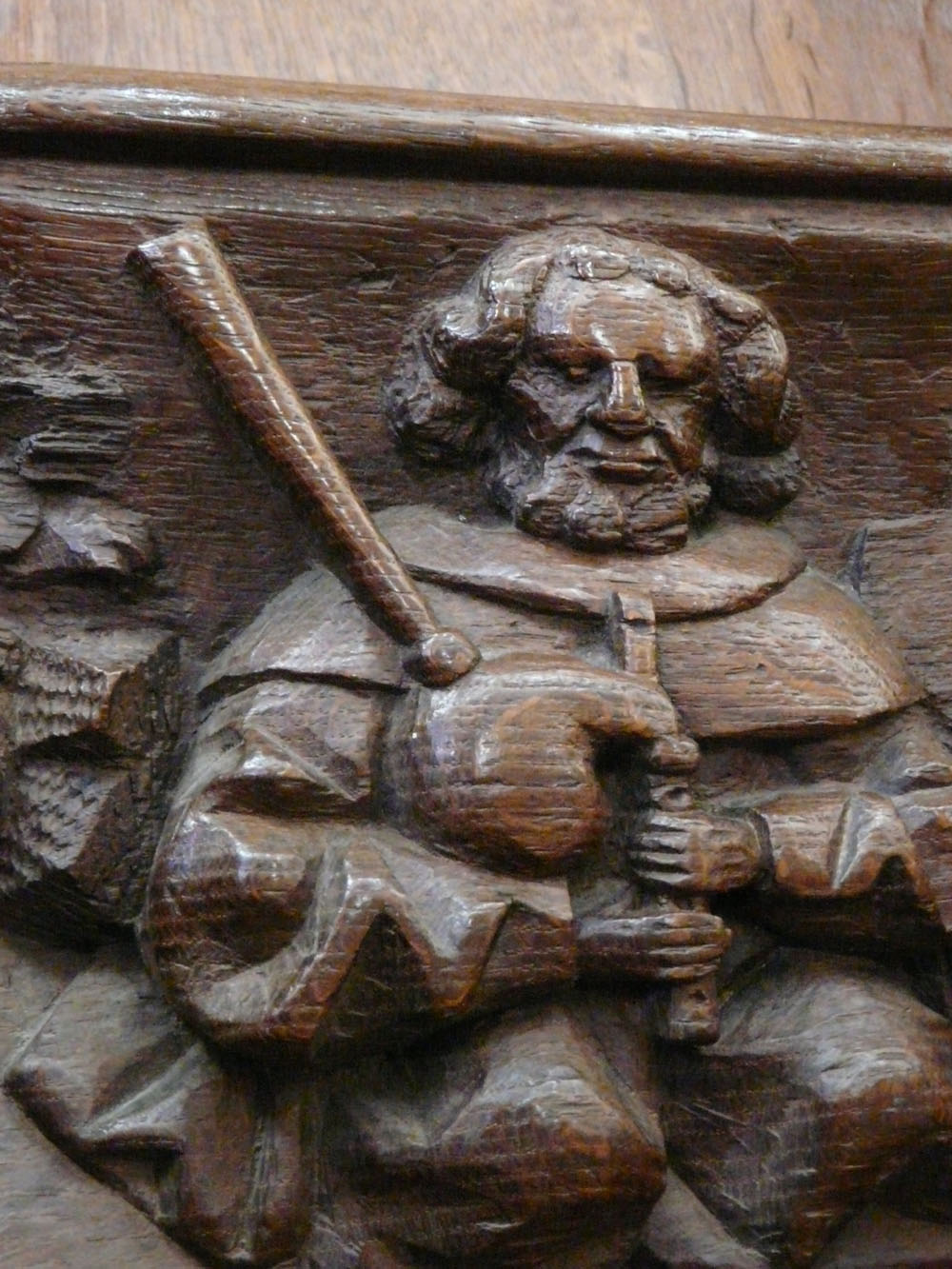
Loure, collegiale di Saint-Évroult di Mortain, XV secolo.

La loure, scritta anche loûre, era uno strumento a fiato normanno della famiglia delle cornamuse.
Si trova ugualmente il vocabolo di grande loure, che era una grossa cornamusa a lungo bordone e cennamella, che la differenziava dalla semplice loure. Esattamente come in Bretagna, ove si ha una differenza fra il Biniou (letteralmente: vieux biniou) e il binioù bras' (o grand biniou).
La loure fu uno strumento popolare della Normandia dal XVII al XVIII secolo, ma essa è scomparsa ai nostri giorni e non è più nota se non tramite l'iconografia. 

## Etimologia
La parola normanna loure proverrebbe dal norreno luðr, lura, visto che questo strumento era fabbricato e suonato in Normandia, si fa risalire all'influenza scandinava in questa regione la sua denominazione. Nel medioevo (XIII secolo) la sua denominazione era corrente in Francia
Tuttavia, a partire dal XVIII secolo e fino all'inizio del XX, loure non designava più che una varietà di cornamusa popolare in Normandia e ai confini dell'Ille-et-Vilaine, visto che i suonatori normanni utilizzavano una haute loure.
Secondo lo specialista in dialettologia romana Albert Dauzat, non è opportuno derivare il nome della loure dal latino lūra (sacco di cuoio, tracolla), poiché il termine non significa "sacco ad aria" e non rendendo affatto l'idea e il senso, ma trattandosi esclusivamente di una somiglianza idiomatica, che  «… non corrisponde né alla forma né al significato. », foneticamente si sarebbe dovuti giungere a *lure Egli preferisce il norreno lúðr (tromba, corno, parente del Carnyx celtico), tromba della quale si servivano gli antichi scandinavi, al quale si può confrontare la forma del bordone del suonatore della torretta dell'Hôtel de Bourgtheroulde di Rouen, scolpita verso il 1502 (ma andata distrutta nel 1944)
Il termine si tramanda in modo corrente in normanno, ove lourer ha il significato di «piangere a lungo gemendo in modo più o meno sincero», termine attribuito ai bambini.

## Storia
Fino al XV secolo, la loure era considerata come uno strumento nobile al più, e borghese al meno, fino al ritorno definitivo della Normandia continentale alla corona di Francia nel 1450. Nel XVI secolo, la loure divenne appannaggio dei contadini e dei pastori. Il suo arretramento pare essere stato causato dall'acculturamento dovuto alla francesizzazione, che impose strumenti considerati più "moderni", più "franco-parigini", quali il violino e l'oboe, sostituito successivamente dal clarinetto.
In Normandia, ove la loure sparì a metà del XIX secolo, epoca che vide la comparsa dei primi dizionari del patois normanno (di Jean-Eugène Décorde, A. G. de Fresnay, C. Maze, Louis-François Vasnier, Eugène Robin, Edelestand e A. Duméril, Édouard Le Héricher), la parola loure e certi suoi numerosi diminutivi, non presero in alcun modo il senso di recipiente d'aria, vescica o sacco, ma designano una canna sonora e/o strumenti musicali tipo "flauto" e/o "flautino", il che conferma l'affermazione di Albert Dauzat.
La particolarità di questo strumento è quella di non essere pervenuto fino a noi. Vi sono dei testi, qualche rara descrizione che ce ne parlano. Gli appassionati di cornamusa non hanno trovato nulla di tangibile. Lo si assimila alla zampogna italiana, o più ancora alla sackpipa svedese.
Il mistero rimane tale ad eccezione eventuale dell'apporto iconografico che la rappresenta, particolarmente nei manoscritti miniati medievali, ma soprattutto nelle sculture: fra queste ultime si può segnalare il suonatore di loure su un pilastro dell'abbaziale di Cerisy-la-Forêt (XIII secolo), l'angelo musicante sulla chiesa di Notre-Dame de Carentan (XV secolo), sulla base di una lampada della chiesa di Montgardon (XV secolo), o ancora nella cappella del Manoir de l'Hermerel a Géfosse-Fontenay, nel medesimo periodo, con bordone di spalla a raccordo mediano. Idem sull'antico altare policromo della Cattedrale di Coutances (inizio XVI secolo), oggi conservato nella chiesa abbaziale di Saint-Sauveur-le-Vicomte, nel Cotentin. Rappresentazioni somiglianti si ritrovano a molti punti della Chiesa di Notre-Dame a Caudebec-en-Caux (inizio XVI secolo).

## Fattura
Composta come tutte le cornamuse d'un serbatoio così denominato la pouque (letteralmente "sacco" nel normanno settentrionale come il cotentinese o il cauchois e significante "sacchetto/saco" o "sacco di tela"), la loure era alimentata ad aria da un tubo d'insufflazione abbastanza corto chiamato il "porta-aria". Le suonatore suonava a due mani su un salmoè con o senza estremità conica, come le lur scandinave. Nelle rappresentazioni normanne la si può trovare con un oboe al posto di un salmoé e talvolta con un bordone di spalla.
Dal XVI secolo al XVII, la manifattura di cornamuse di La Couture-Boussey (Eure), era particolarmente apprezzata.

## Suono
La sua musica ritmata, detta lourée, ha dato il nome a una danza, la loure, danza tradizionale normanna, diventata una danza francese, di corte nel XVIII secolo, vicina alla bourrée alverniate.